# 100 bức ảnh làm thay đổi thế giới
100 bức ảnh làm thay đổi thế giới là một cuốn sách ảnh, được cho là đã đóng góp vào sự thay đổi của nhân loại, được lựa chọn và phân loại cẩn thận bởi những biên tập của tạp chí Life.

## Lịch sử
Dự án bắt đầu bằng một câu hỏi trực tuyến được đăng trên website của Life vào năm 2003: Liệu những bức ảnh có thể tạo ra ảnh hưởng vào lịch sử giống như là văn học hay không?. Câu hỏi được để ngỏ trên trang web nhiều tuần sau đó để cho mọi người tham quan có thể cùng nhau đóng góp ý kiến. Hầu hết các phản hồi đều ủng hộ, ngoại trừ một bác bỏ từ một phóng viên ảnh tài liệu Joshua Haruni: "Nhiếp ảnh rõ ràng có thể tạo cảm hứng cho chúng ta, nhưng những từ ngữ được viết ra có khả năng làm nổi bật trí tưởng tượng một cách sâu sắc hơn nhiếp ảnh, vốn bị hạn chế bởi những thứ nằm gọn trong khung hình".
Những bức ảnh được đề cử bởi tất cả mọi người được các biên tập lựa chọn ra 100 tấm theo cảm nhận rằng nó thể hiện được các thành tựu về công nghệ, tái hiện được các sự kiện lịch sử - văn hoá, hoặc mang tính biểu tượng. Cuốn sách được biên tập bởi Robert Sullivan và biên tập viên hình ảnh Barbara Baker Burrows, sau đó được xuất bản bởi Time, Inc Home Entertainment. Một bản cập nhật được xuất bản vào tháng 9 năm 2011.

## Các phần
Cuốn sách được chia thành 4 phần chính và 3 phụ mục nhỏ.
- Nghệ thuật: tập trung vào sự phát triển của nhiếp ảnh trong suốt thế kỉ 19 và ảnh hưởng của nó trong việc phát triển văn hoá về sau.
- Xã hội: những hình ảnh tư liệu chụp lại những khoảnh khắc cho thấy sự quan tâm của công chúng về các vấn đề chính trị, xã hội, văn hoá và môi trường.
- Chiến tranh: những khoảnh khắc quan trọng liên quan tới những xung đột và bạo lực toàn cầu.
- Khoa học và tự nhiên: Những khoảnh khắc then chốt từ thành công - thât bại của khoa học công nghệ, hình ảnh về thiên nhiên, sức mạnh của thiên tai.

3 phần nhỏ bao gồm:
- Nghệ thuật nhiếp ảnh: những tác phẩm nhiếp ảnh đầu tiên.
- Những hình ảnh gian dối: những bức ảnh lừa đảo, qua chỉnh sửa hoặc nói sai về nội dung.
- Khoảnh khắc, những hình ảnh được trích từ các đoạn phim.

## Thư viện

Bloody Saturday - Battle Of Shanghai
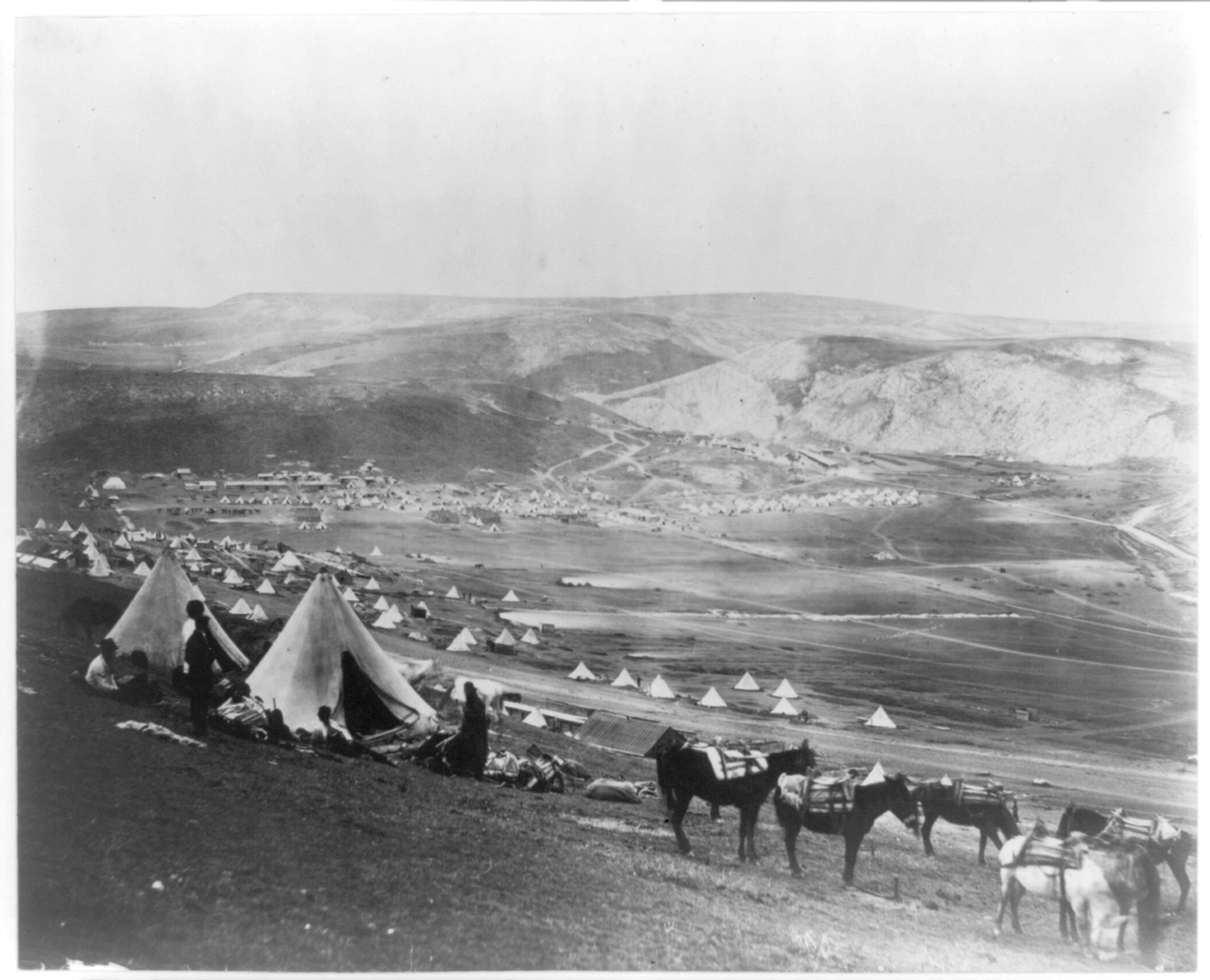
Cavalry camp near Balaklava - Crimean War
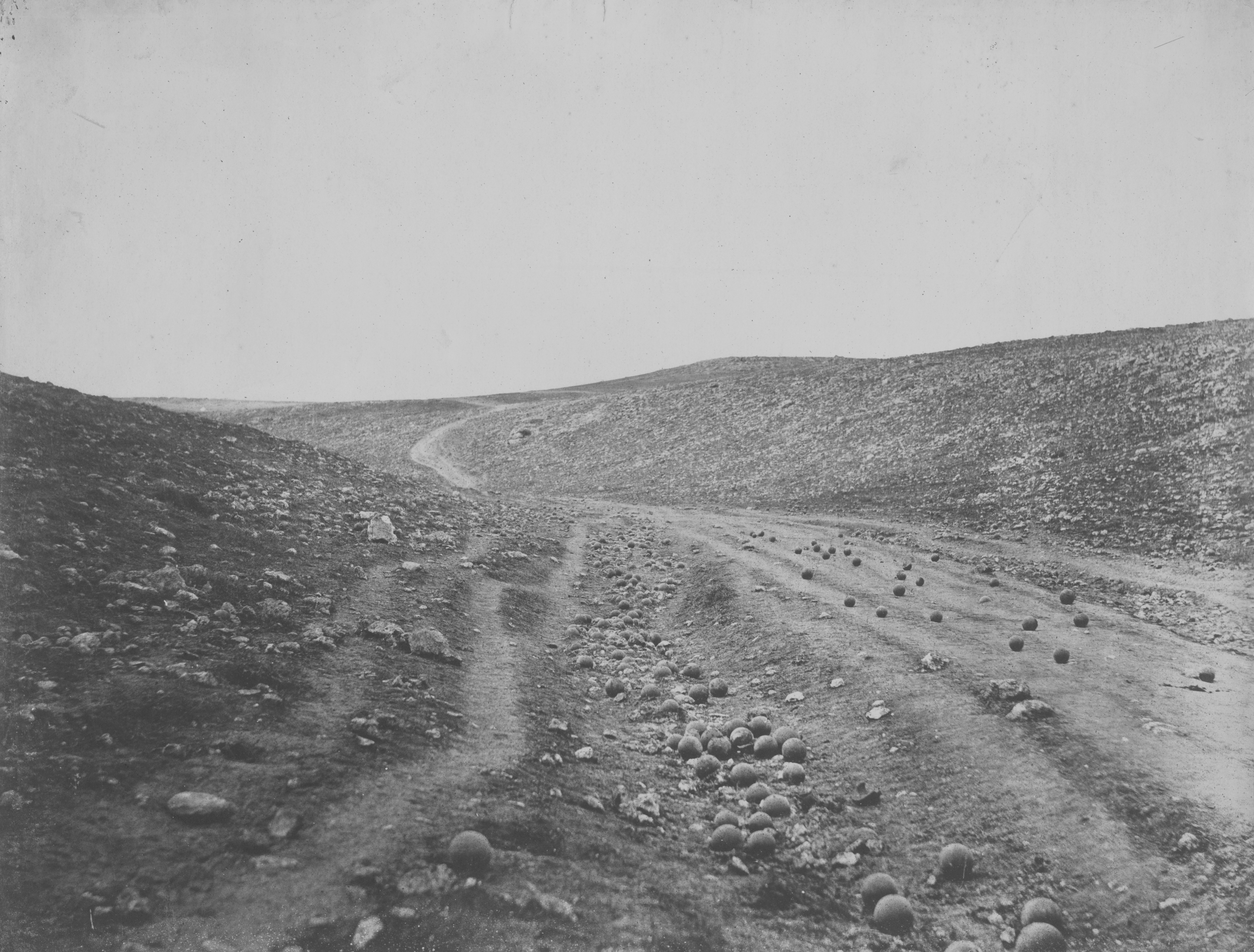
The Shadow of the Valley of Death - Siege of Sevastopol, Crimean War
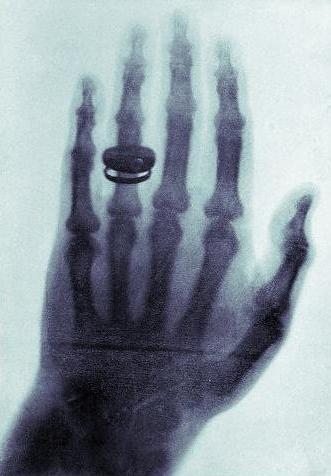
X-ray by Wilhelm Röntgen
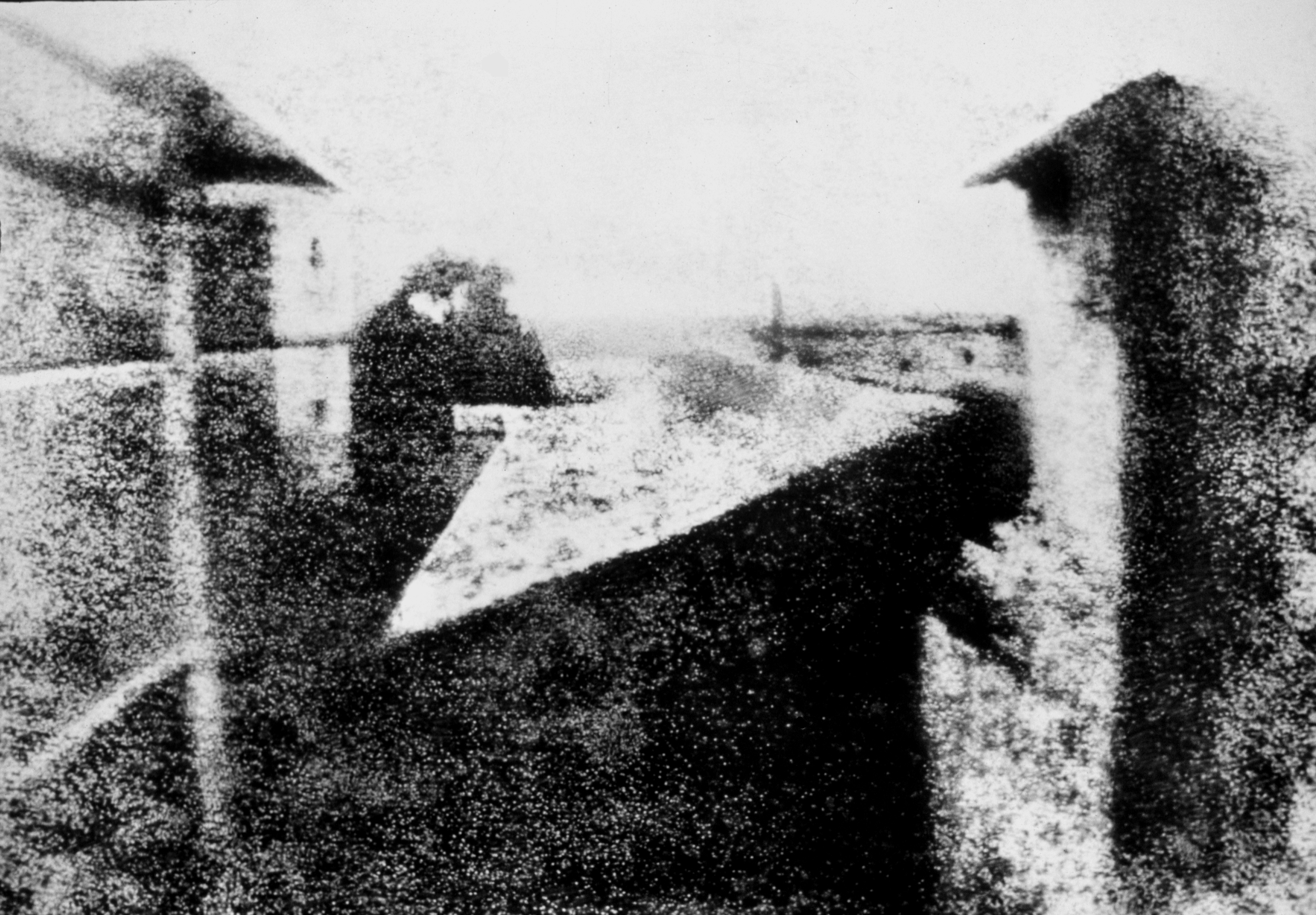
View from the Window at Le Gras
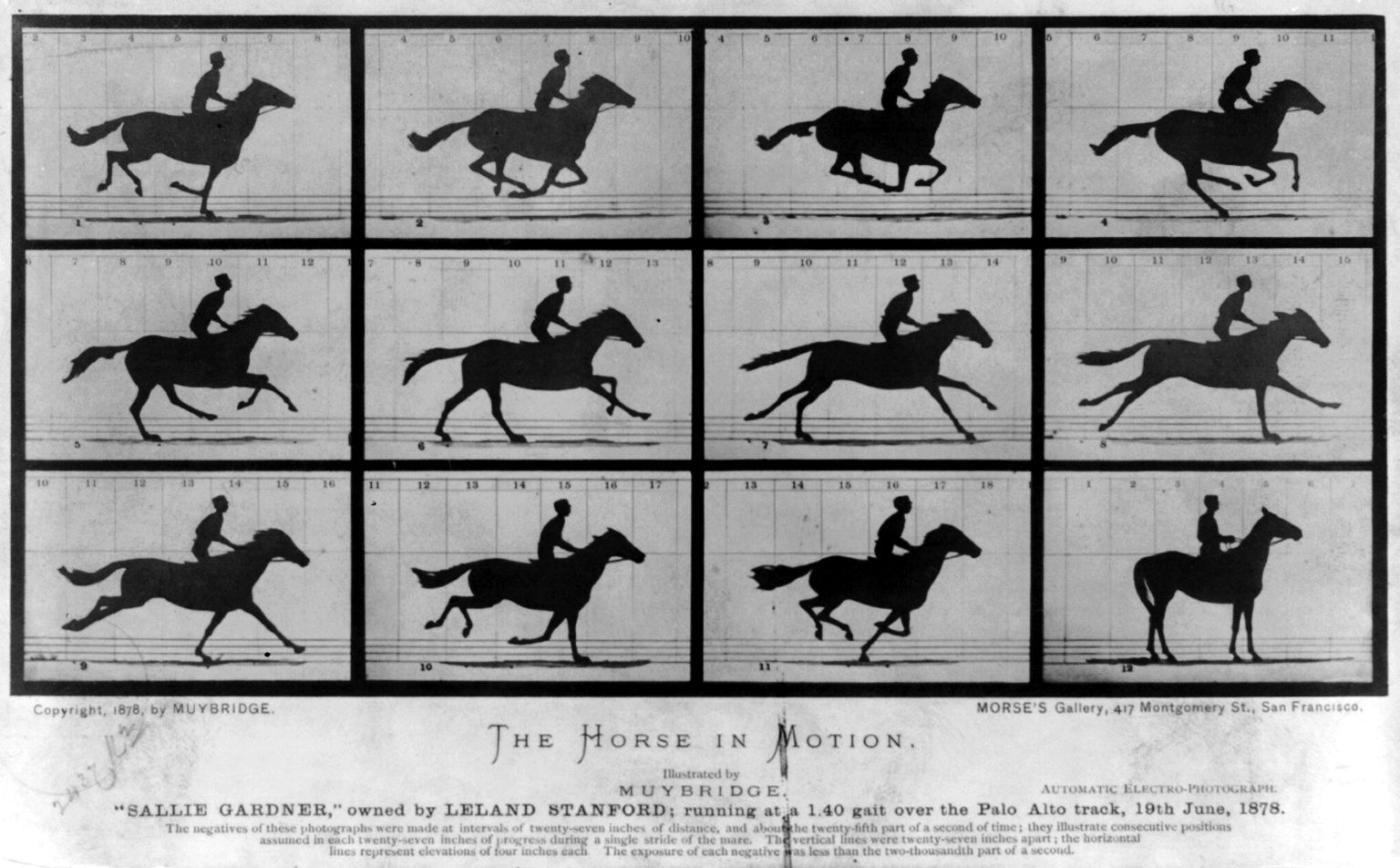
The Horse in Motion
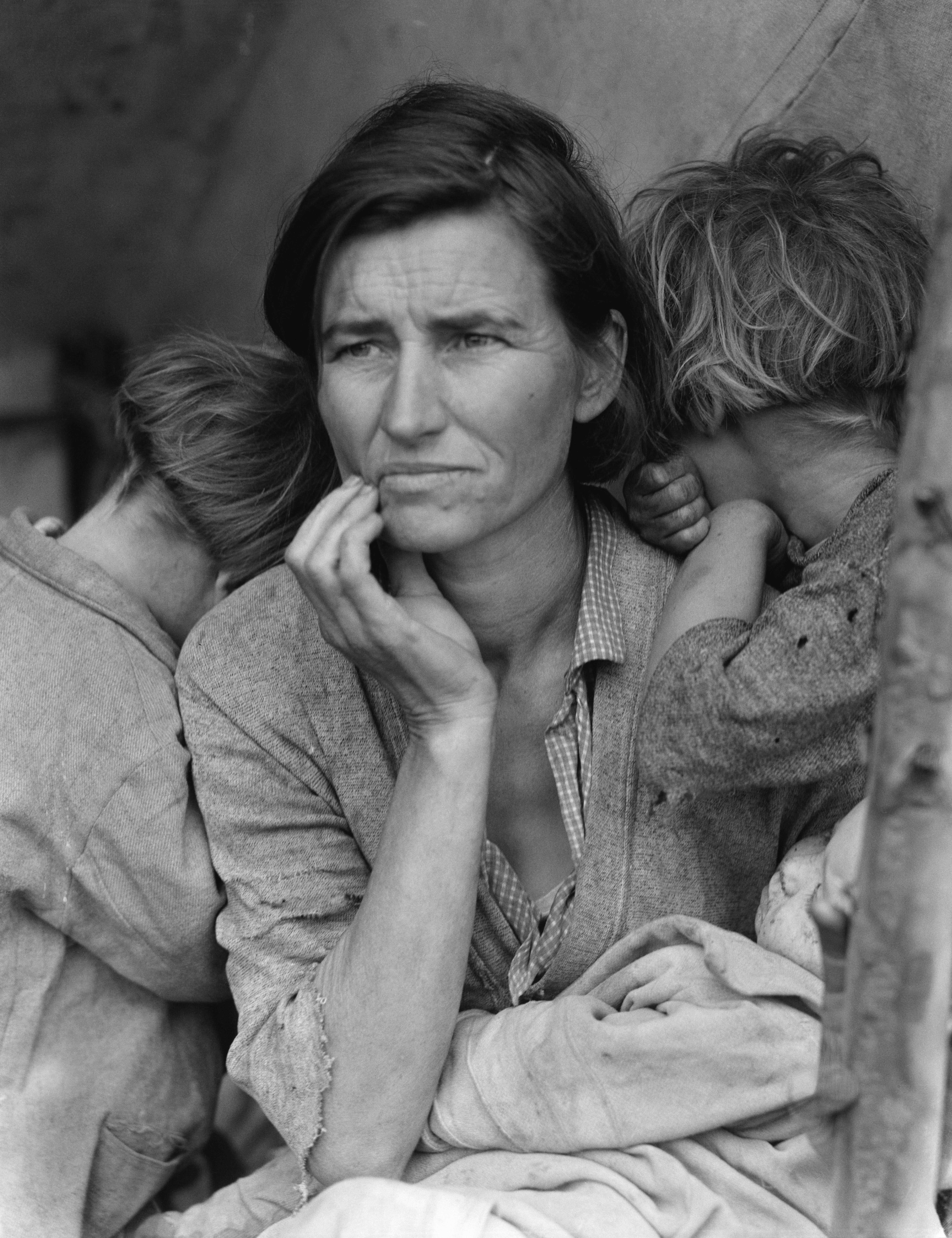
Migrant Mother
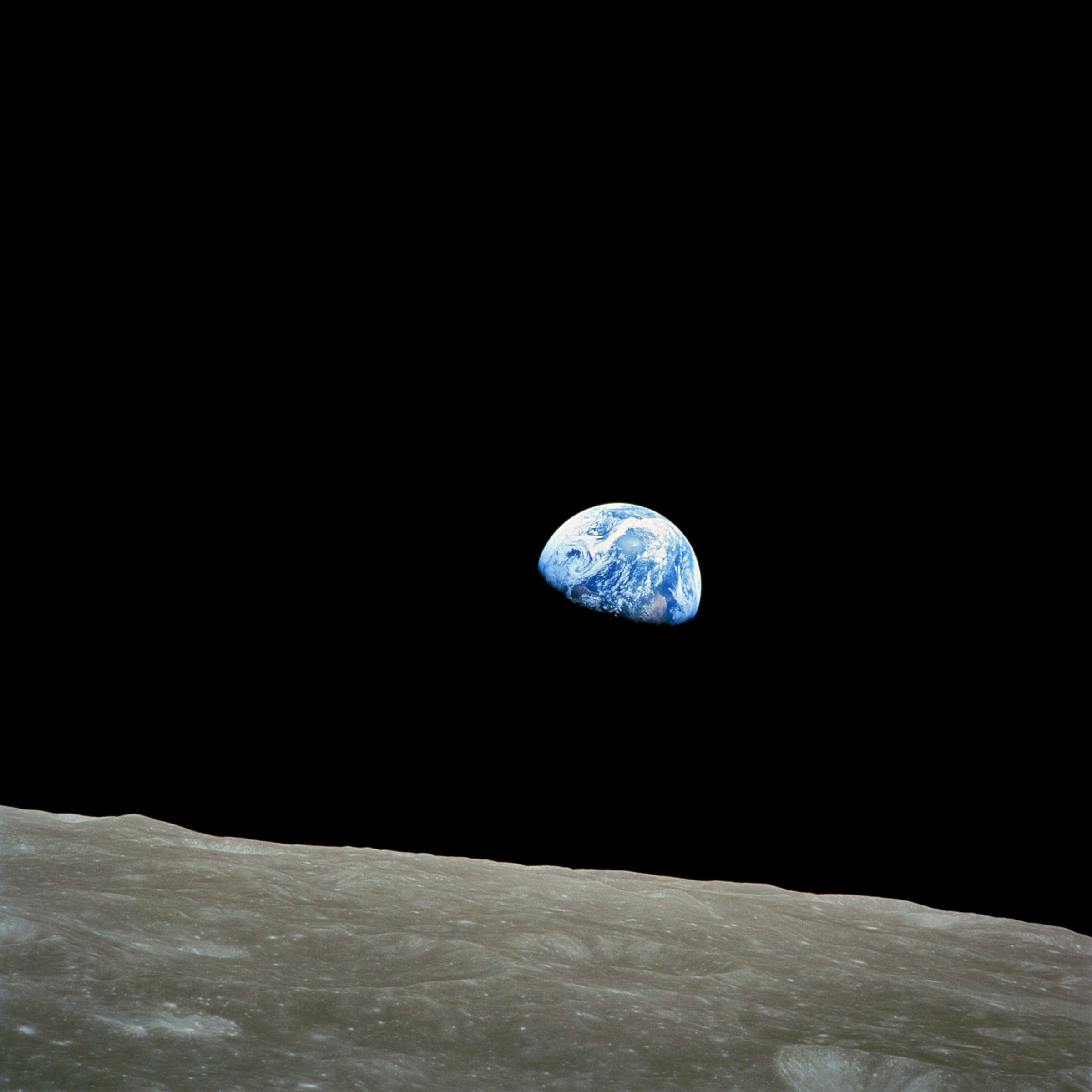
Earthrise